# Bo Nilson-Dag
Bo Haldan Nilson-Dag, född 5 december 1908 i Lidköping, död 13 september 1999, var en svensk jurist som var lagman i Hallands mellersta tingsrätt 1971 samt i Varbergs tingsrätt från 1974 till 1975..
Bo Nilson-Dag var son till bryggeridirektören Haldan Nilsson-Dag och hans maka Karin, född Axelsson. Han var från 1949 gift med Brita, född Hellberg 1915.
Bo Nilson-Dag blev juris kandidat vid Uppsala universitet 1932 och fiskal vid Göta hovrätt 1936. Han var hovrättsråd 1950-1959. Han var häradshövding i Hallands mellersta domsaga från 1 augusti 1959 till 1970 och lagman i Hallands mellersta tingsrätt 1971 och i Varbergs tingsrätt 1974-1975.